# Shoko
Shoko, född 1401, död 1428, var regerande kejsare av Japan mellan 1412 och 1428.